# Cafira
Cafira (in greco antico: Καφείρα?, Kapheíra) o Cafeira è un personaggio della mitologia greca ed è una ninfa oceanina.

## Genealogia
Figlia di Oceano.
Cafira non risulta essere stata sposa o madre.

## Mitologia
Poiché il suo nome corrisponde alle parole greche κάφος (kaphos) ed εἶρ (eir) letteralmente traducibili in "respiro tempestoso", Cafira potrebbe corrispondere ad una divinità nelle nuvole temporalesche ed era probabilmente invocata o temuta dai marinai.
Di lei scrive solo Diodoro Siculo che, come per altre divinità del mare di cui racconta, è una divinità arcaica dell'isola di Rodi così come lo sono i Telchini, Alia, Imalia e Polyphe.
Insieme ai Telchini, Cafira fu la nutrice di Poseidone infante e questa versione sull'infanzia del dio del mare (che non si trova in nessun altro autore) sembra ricalcata sulla gioventù di Zeus a Creta.